# Добельський край
До́бельський кра́й (латис. Dobeles novads) — адміністративно-територіальна одиниця Латвійської Республіки. Розташований у центральній частині країни, в історичному регіоні Семигалія. Адміністративний центр — Добеле. Створений 2021 року. Площа — 1629,4 км². Населення — 28 517 осіб (2021). До складу краю входять 2 міста і 19 волостей.

## Історія
Край утворений 1 липня 2021 року шляхом об'єднання Добельського, Ауценського та Терветського країв, після адміністративно-територіальної реформи Латвії 2021 року.

## Адміністративний поділ
- 2 міста - Ауце та Добеле
- 19 волостей